# Kryva (okres Ťačiv)
Kryva (ukrajinsky Крива) je obec v Zakarpatské oblasti na západní Ukrajině, v Ťačivském rajóně, v teresvjanské venkovské komunitě. V roce 2025 zde žilo 3524 obyvatel.

## Názvy
Vesnice je někdy uváděna též pod jinými názvy – ukrajinsky Велика Крива, Криве, rusky Кривая, Кривое, maďarsky Nagykirva, rumunsky Krîva, česky a slovensky Kriva Velká.

## Historie
První písemná zmínka o vsi pochází z roku 1373. V roce 1404 bylo území obce darováno valašskými vojvody do péče kláštera v Hrušově; klášter pak na rozhraní 16.a 17. století zanikl. Za Rakousko-Uherska byla obec součástí Marmarošské župy. Po rozpadu Rakouska-Uherska bylo území obce součástí nejprve Rumunska a poté Československa. Za druhé světové války byla obec obsazena maďarskými vojsky. Nějakou dobu byla obec součástí Zakarpatské Ukrajiny. Dne 23. října 1944 byla obec odsazena sovětskými vojsky. Od roku 1945 byla ves součástí Ukrajinské sovětské socialistické republiky, která byla jednou ze svazových republik Sovětského svazu, nakonec od roku 1991 je součástí samostatné Ukrajiny.
Obcí procházela úzkorozchodná dráha Teresva – Usť-Čorna, která však byla v roce 1998 zničena povodní.